# Косчагіл
Косчагі́л (каз. Қосшағыл) — село у складі Жилиойського району Атирауської області Казахстану. Адміністративний центр Косчагільського сільського округу.
У радянські часи село називалось Косчагил і мало статус смт.
Населення — 4049 осіб (2021; 3935 у 2009, 3790 у 1999, 2465 у 1989).